# Harpconcert (Ginastera)
Alberto Ginastera componeerde zijn Concerto voor harp en orkest opus 25 in 1956.

## Geschiedenis
Ginastera zat met twee problemen toen hij een concert voor harp wilde schrijven. Ten eerste was zijn kennis van het muziekinstrument gering; ten tweede is de harp in de cultuur van Zuid-Amerika een buitenbeentje; de volksmuziek maakt(e) veelal gebruik van de (tot op bepaald niveau) goedkopere en eenvoudiger te bespelen gitaar. Dat een concert voor een harp vrij ongewoon is, mag blijken uit het feit dat er voor dit instrument maar weinig concerten zijn geschreven en dat die weinige concerten dan ook niet al te frequent worden uitgevoerd. Dit concert uit 1956 (gereviseerd in 1958) kwam pas tot een eerste uitvoering op 16 februari 1965 door harpist Nicanor Zabaleta en het Philadelphia Orchestra, geleid door Eugene Ormandy. Van het werk is ook een versie voor harp en piano geschreven. Het werk mag zich in vergelijking tot ander werk van de componist in een grote populariteit verheugen; in april en mei 2010 stond het werk volgens uitgeverij Boosey and Hawkes minstens 10 maal op de lessenaar.

## Muziek
Om toch enige vaste grond onder de voeten te hebben componeerde hij een concerto volgens het vaste stramien: een snel deel, dan een langzaam en dan weer een snel deel. Deel 1 bevat het thema dat in eerste instantie in sonatevorm wordt gevarieerd en uitgewerkt; in de andere twee delen vindt een complete uitwerking plaats. De cadens voor de solist zit aan het begin van deel 3. Het gehele werk kan beschouwd worden als tonaal, want zowel de delen 1 als 3 staan genoteerd in Es majeur. De toonsoort van deel 2 is veel minder duidelijk.
De stijl is ook grotendeels klassiek te benoemen, doch door de Zuid-Amerikaanse ritmes, die hier en daar aan de oppervlakte komen klinkt het af en toe exotisch.

### Delen
1. Allegro guisto (circa 9 minuten)
2. Molto moderato (6 minuten)
3. Liberamente capriccioso – vivace (8 minuten)

### Orkestratie
Naast de klassieke indeling heeft het werk ook een klassieke orkestratie:
- harp
- 2 dwarsfluiten waarvan 1 ook piccolo, 2 hobo’s, 2 Bes-klarinetten; 2 fagotten;
- 2 F-hoorns; 2 C-trompetten;
- Percussie bestaande uit pauken, crotales, bongos, tom-toms, cencerros, claves, guiro, maraca's, woodblocks, zweep, grote trom, kleine trom, 2  triangels, tenordrum, tamboerijn, bekkens, xylofoon; celesta;
- violen, altviolen, celli, contrabassen.

## Discografie
- Uitgave ASV: Nancy Allen (harp) met het Philharmonisch orkest van de stad Mexico o.l.v. Enrique Bátiz
- Uitgave Chandos: Rachel Masters (harp) met het City of London Sinfonia o.l.v. Richard Hickox
- Uitgave Naïve: Isabelle Moretti (harp) met het Orchestre de Lyon o.l.v. David Robertson
- Uitgave Kontrapunkt: Tatjana Tauer (harp) met het Sint Petersburg Kamerorkest o.l.v. Edward Serov
- Uitgave Koch: Ann Hobson Pilot (harp) met het English Chamber Orchestra o.l.v. Isaiah Jackson
- Uitgave CBC: Gianetta Baril (harp) met het Edmonton Symphony Orchestra o.l.v. Uri Mayer
- Uitgave Arte Nova: Catrin Mayr Williams (harp) met het Gran Canaria Philharmonisch Orkest o.l.v. Adrian Leaper
- Uitgave Dureco: Susanna Mildonia (harp) met het Nouveau Orchestra Philharmonique de Radio France o.l.v. Eduardo Mata
- Uitgave Assai: Marie-Pierre Langlamet (harp) met het Orchestre de Picardie o.l.v. Edmon Colomer
- Uitgave RCO Live: Vera Badings (harp) met het Koninklijk Concertgebouworkest o.l.v. Jesús Lopez-Cobos

## Bron
- Uitgave Kontrapunkt
- Boosey & Hawkes-muziekuitgeverij voor instrumentatie
- Amazon.com voor discografie